# Aromobates orostoma
Espèce
Synonymes
- Colostethus orostoma Rivero, 1978 "1976"
- Nephelobates orostoma (Rivero, 1978)

Statut de conservation UICN

 EN B1ab(ii,iii)+2ab(ii,iii) : En danger
Aromobates orostoma est une espèce d'amphibiens de la famille des Aromobatidae.

## Répartition
Cette espèce est endémique de l'État de Táchira au Venezuela. Elle se rencontre de 2 300 à 2 800 m d'altitude dans la cordillère de Mérida.

## Publication originale
- Rivero, 1978 "1976" : Notas sobre los anfibios de Venezuela. 2. Sobre los Colostethus de los Andes Venezolanos. Memorias de la Sociedad de Ciencias Naturales La Salle, no 105, p. 327-344.